# Гавангенпоорт
Гавангенпоорт (на нидерландски: Gevangenpoort, Затворническа порта) е бишва порта и средновековен затвор на Буитенхоф в Хага, Нидерландия. Намира се в близост до арт галерия от 18 век, основана от Уилиам V, през 1774 г. позната, като Galerij Prins Willem V.

## История на затвора
От 1420 г. до 1828 г. затворът е използван за място, където са затваряни хора, обвинени в сериозни престъпления, докато очакват присъдата си.
Най-известният затворник е Корнелиус де Вит, който е обвинен за заговор за убийството на щатхалтер. Той е линчуван заедно с брам му Йохан де Витт на 20 август 1672 г. на площадът пред сградата, наричан groene zoodje. След прекратяването на използването на публичната екзекуция, мястото е използвано за да се постри обществото Витте, литературен клуб, който съществува до днес, но е преместин, когато улицата е построена през 1923 г.
През 1882 г. Гавангенпоорт става затворнически музей. Функцията на порта е загубена през 1923 г., когато прилежащата сграда (Хофвийвер) е разрушена за да се построи улица и да позволи натовареният трафик да преминава през това място.

## Арт галерия
До 2010 г. посетителите на музея, могат да видят реставрираната художествена галерия, като тя е достъпна през специална стълбищна клекта, свързващата двете сгради. Колекцията, която е изложена там е модерна реконструкция на оригиналалната от 1774, която представя кабинеттно изкуство, което се намира на горния етаж на училището по фехтовка. Картините са отново на горния етаж, разположени по стените в стила на късния 18 век. ПРез 1822 г. колекцията е преместена в Маурицхойс, където е. По време на реконструкцията на Маурицхойс, част от експозицията е изложена в галерията отново.
- На тази карта на Йоан Блау от 1652 г., портата може да бъде видяна с Хофвийвер
- Братята Вит на „Groene Zoodje“.
- Портата през 1900 г., със сградата на обществото от лявата страна на Хофвийвер
- Бившата стая на музея с бюста на Йохан де Витт, преди реконструкцията